# Uomini di domenica
Uomini di domenica (Menschen am Sonntag) è un film muto del 1930 diretto da Robert Siodmak e Edgar G. Ulmer, nato da un reportage di Curt Siodmak.
Si tratta di una produzione indipendente, girata con attori non professionisti e un budget ridotto, che oltre all'esordio dietro alla macchina da presa dei due registi vide la presenza di altri due futuri cineasti ancora alle prime armi: Fred Zinnemann (aiuto operatore) e Billy Wilder (sceneggiatore).

## Trama
Girato con stile semi-documentaristico, il film segue un gruppo di giovani berlinesi, tra cui un tassista, una commessa in un negozio di dischi, un rappresentante di vini, una comparsa nel cinema e un'indossatrice, che trascorrono la domenica a Wannsee, un'occasione per dimenticare i malesseri quotidiani e le seccature lavorative.

## Produzione
La lavorazione iniziò il 10 giugno 1929 e proseguì per sei settimane. Le riprese vennero effettuate alla Strandbad Wannsee, spiaggia presso il Großer Wannsee di Berlino, sfruttando il tempo lasciato libero agli attori dai loro lavori abituali.
Tra questi vennero scelti il tassista Erwin Splettstößer, morto un anno dopo l'uscita del film dopo essere stato travolto dal proprio taxi, la commessa Brigitte Borchert, che poi avrebbe sposato l'illustratore Wilhelm M. Busch, il commesso viaggiatore Wolfgang von Waltershausen, discendente dello storico e economista Georg Friedrich Sartorius, e Christina "Christl" Ehlers, comparsa nel cinema morta nel 1960 insieme al marito in un incidente aereo avvenuto nel New Mexico.
Oltre ai protagonisti, nel film compaiono anche quattro attori professionisti nel ruolo di se stessi: Kurt Gerron, Valeska Gert, Heinrich Gretler e Ernő Verebes.

## Distribuzione
Il film venne distribuito in Germania a partire dal 4 febbraio 1930.
In anni recenti è stato riproposto in alcuni festiva internazionali, tra cui il Festival internazionale del cinema di Karlovy Vary (9 luglio 2000), il Berlin & Beyond Film Festival di San Francisco (17 gennaio 2006), il Festival internazionale del cinema di Berlino (18 febbraio 2007) e il Leeds International Film Festival (16 novembre 2014).
Nell'autunno del 2002 il film è stato proiettato a Berlino durante i Jewish Culture Days, con una nuova colonna sonora composta dalla band di jazz contemporaneo Trio Bravo+. L'anno successivo la colonna sonora è stata pubblicata su Cd dalla Ozella Music.

### Restauro
Nel 2005, il film è stato restaurato dall'EYE Film Instituut Nederland con l'aggiunta di sequenze recuperate dalla Cineteca svizzera, dalla Cinémathèque Royale de Belgique e dalla Fondazione Cineteca Italiana.
Questa edizione è stata distribuita lo stesso anno in DVD dal British Film Institute e nel 2011 dalla Criterion Collection in DVD e Blu-ray, con due diverse colonne sonore: la prima composta dalla Mont Alto Motion Picture Orchestra e già eseguita in occasione della proiezione al Telluride Film Festival del 2009, la seconda composta da Elena Kats-Chernin ed eseguita della Czech Film Orchestra. Tra i contenuti extra, il corto di Eugen Schüfftan Ins Blaue hinein del 1931 e un documentario di Gerald Koll del 2000 intitolato Weekend am Wannsee.
In Italia l'edizione Home video è uscita con il titolo Gente di domenica.

## Accoglienza
Alla sua uscita il film riportò un grande successo, anche se Curt Siodmak ha ricordato nel 2000 a proposito del giorno della prima: «Robert ed io stavamo sul Kurfürstendamm e vedevamo entrare due persone e tre uscire, entrare una, uscire tre, e quindi Robert disse che se ne fosse entrata ancora una la sala sarebbe stata vuota».

### Critica
Il sito Rotten Tomatoes riporta il 100% di recensioni professionali con un giudizio positivo, con un voto medio di 8,5 su 10.
Jeffrey M. Anderson del sito Combustible Celluloid lo definisce «un'ardita combinazione di finzione e realismo, realizzata da un collettivo di promettenti registi cinematografici, che porta a qualcosa di naturale, continuamente interessante e quasi totalmente unico», mentre secondo Sean Axmaker di Turner Classic Movies «l'inventiva della regia, il ritmo sereno, il tocco leggero, le immagini lussureggianti e lo spirito delicato e elogiativo del film lo rendono un classico».
Nella Rivista del cinema italiano diretta da Luigi Chiarini in occasione della XV Mostra Internazionale d'arte cinematografica di Venezia, nell'ambito della rassegna dedicata al cinema muto tedesco, così scrive Giuseppe Vetrano a proposito di questo film: «Anche il realismo può essere una forma di evasione: una domenica di piccoli borghesi, commesse, impiegatucci, autisti in riva al lago con il grammofono, i panini, la birra, ed ecco Menschen an Sonntag di R.Siodmak ed E.G.Ulmer, alla cui sceneggiatura da un'idea dello stesso Siodmak ha collaborato B. Wilder. È un piccolo gioiello di equilibrio, magari fuori del tempo, in cui l'atmosfera talvolta impressionista viene risolta in valori formali precisi ed aderenti (i movimenti di macchina nella descrizione dell'idillio nel bosco); la macchina si muove disinvolta e veloce, non si sofferma però a penetrare in una condizione umana anche particolare, ma attuale più che reale soltanto. Documento apprezzabile e sensibile, tuttavia Menschen an Sonntag fa sentire forse troppo una ormai manifesta decadenza: il cinema tedesco avrà d'allora in poi ancora qualche cosa da dire con G. W. Pabst S. Th. Dudow, F. Lang, J. von Sternberg, ma per poco tempo».